# Ducati 1098
Die Ducati 1098 ist ein Motorradmodell der Kategorie Superbikes des italienischen Motorradherstellers Ducati.
Die 1098 entstand unter der Verantwortung des italienischen Ingenieurs Andrea Forni und wurde am 8. November 2006 präsentiert. Sie ist das Nachfolgemodell der Ducati 999 sowie die Vorgängerin der Ducati 1198 und gilt dank seiner technischen Innovationen als eines der im Rennsport erfolgreichsten Motorräder überhaupt.

## Technik
Im Gegensatz zur sehr modern gestalteten und dafür häufig kritisierten Vorgängerin Ducati 999 lehnt sich das Design der 1098 mit den nebeneinander liegenden Scheinwerfern, der Einarmschwinge und der nicht mehr integrierten, zweiflutigen Abgasanlage an das der Ducati 998 an. Neben einer stärkeren Motorleistung waren die Entwicklungsziele ein verbessertes Handling und ein reduziertes Gewicht durch die Verwendung leichterer Bauteile bzw. Werkstoffe.
Der V-Motor erzeugt aus 1099 cm³ Hubraum eine Nennleistung von 119 kW (160 PS) und ein maximales Drehmoment von 122,6 Nm.
Die Ducati 1098 ist mit dem Data Analyse System ausgestattet, dieses ermöglicht, ähnlich wie im Rennsport, das Auslesen und die Analyse von Daten, die während der Fahrt gesammelt wurden. Außerdem verfügt sie über ein, von der MotoGP-Replika Desmosedici abgeleitetes, Multifunktionsdisplay, das neben Geschwindigkeit und Drehzahl unter anderem Kühlwasser- und Umgebungstemperatur anzeigt.

## Modellvarianten
Das Motorrad wurde in drei Varianten angeboten, die über den gleichen Motor verfügen:
- die 1098 ist mit einem Showa-Fahrwerk ausgerüstet
- die 1098 S verfügt über ein Öhlins-Fahrwerk und ist mit geschmiedeten Marchesini-Leichtmetallrädern bestückt
- die 1098 S Tricolore verfügt zusätzlich über eine 102-dB-Renn-Abgasanlage von Termignoni mit kohlefaserummantelten Endschalldämpfern, ein geändertes Motor-Steuergerät und eine dreifarbige Lackierung

## 1098 R

### Allgemeines
Die Ducati 1098 R war das Topmodell der 1098-Reihe und das Homologationsmodell für den Einsatz im Rennsport. Sie wurde nur in geringer Stückzahl produziert und kostete in Deutschland etwa 35.000 Euro. Sie war mit einem Trockengewicht von 165 kg und einem Leergewicht (vollgetankt) von 190,5 kg das Serienmotorrad mit dem günstigsten Verhältnis aus Drehmoment und Gewicht, das bis dato gebaut wurde.
In der 1098 R wird ein 1198-cm³-Motor eingesetzt, der ähnlich dem 1099-cm³-Aggregat aufgebaut ist, jedoch über 106 mm Bohrung und 67,9 mm Hub sowie gefräste Zylinderköpfe verfügt. Der Motor hat eine Nennleistung von 132 kW (180 PS) bei 9750 1/min und produziert ein maximales Drehmoment von 134 Nm bei 7.750 1/min. Das Motorrad verfügt, anders als die übrigen 1098-Modelle, über eine Anti-Hopping-Kupplung sowie ein optimiertes Öhlins-Fahrwerk. Zum Motorrad gehört ein Race-Kit, bestehend aus einer nicht-straßenzugelassenen Abgasanlage und dem dazugehörigen Motorsteuergerät, das eine Leistungssteigerung auf 186 PS und erstmals bei einem Straßenmotorrad eine Traktionskontrolle beinhaltet. Mittlerweile hat Ducati auch bei der „R“ die Typbezeichnung, dem Hubraum folgend, auf „1198 R“ angepasst.

### Einsatz im Motorsport
Wie die Spitzenversionen ihrer Vorgängermodelle auch bildete die Ducati 1098 R die Basis für die in der Superbike-Weltmeisterschaft und vielen weiteren Superbike-Meisterschaften eingesetzten Rennmaschinen.
Da Zweizylinder im Vergleich zu Vierzylindern bei gleichem Hubraum ohne teure und die Lebensdauer verkürzende Modifikationen weniger Leistung entwickeln, wurde das technische Reglement der Superbike-WM geändert. Dieses erlaubt ab 2008 für Zweizylinder nun maximal 1200 statt 1000 cm³. Aus diesem Grund wurde die 1098 R von Anfang an mit dem 1198-cm³-Motor homologiert.
Bereits im ersten Renneinsatz in der Superbike-WM in Losail (Katar) feierte Troy Bayliss auf 1098 R des Ducati-Werksteams seinen ersten Sieg. Bayliss wurde dann in Magny-Cours auf diesem Motorrad Superbike-Weltmeister.

## Bildergalerie

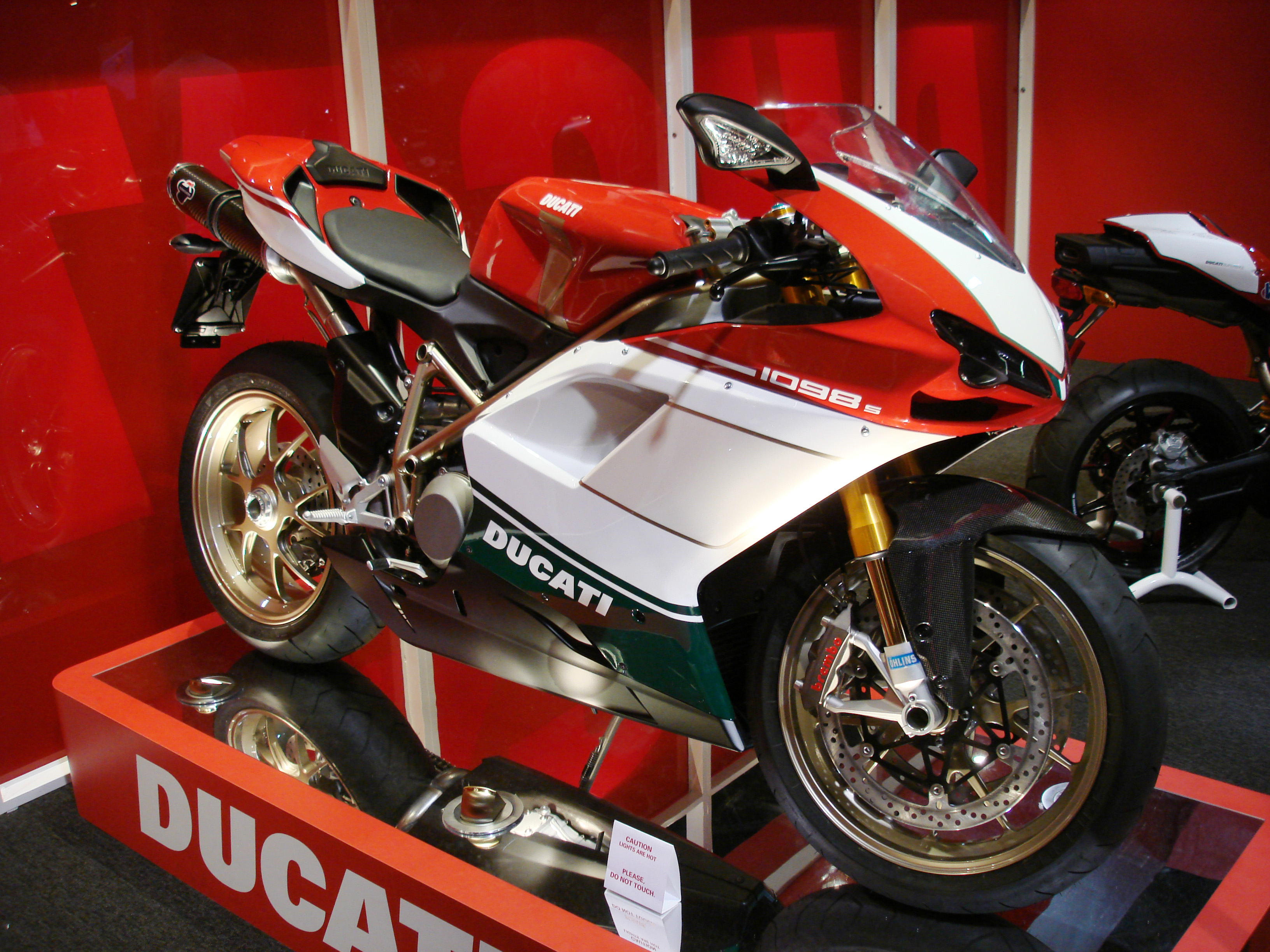
Ducati 1098 S Tricolore
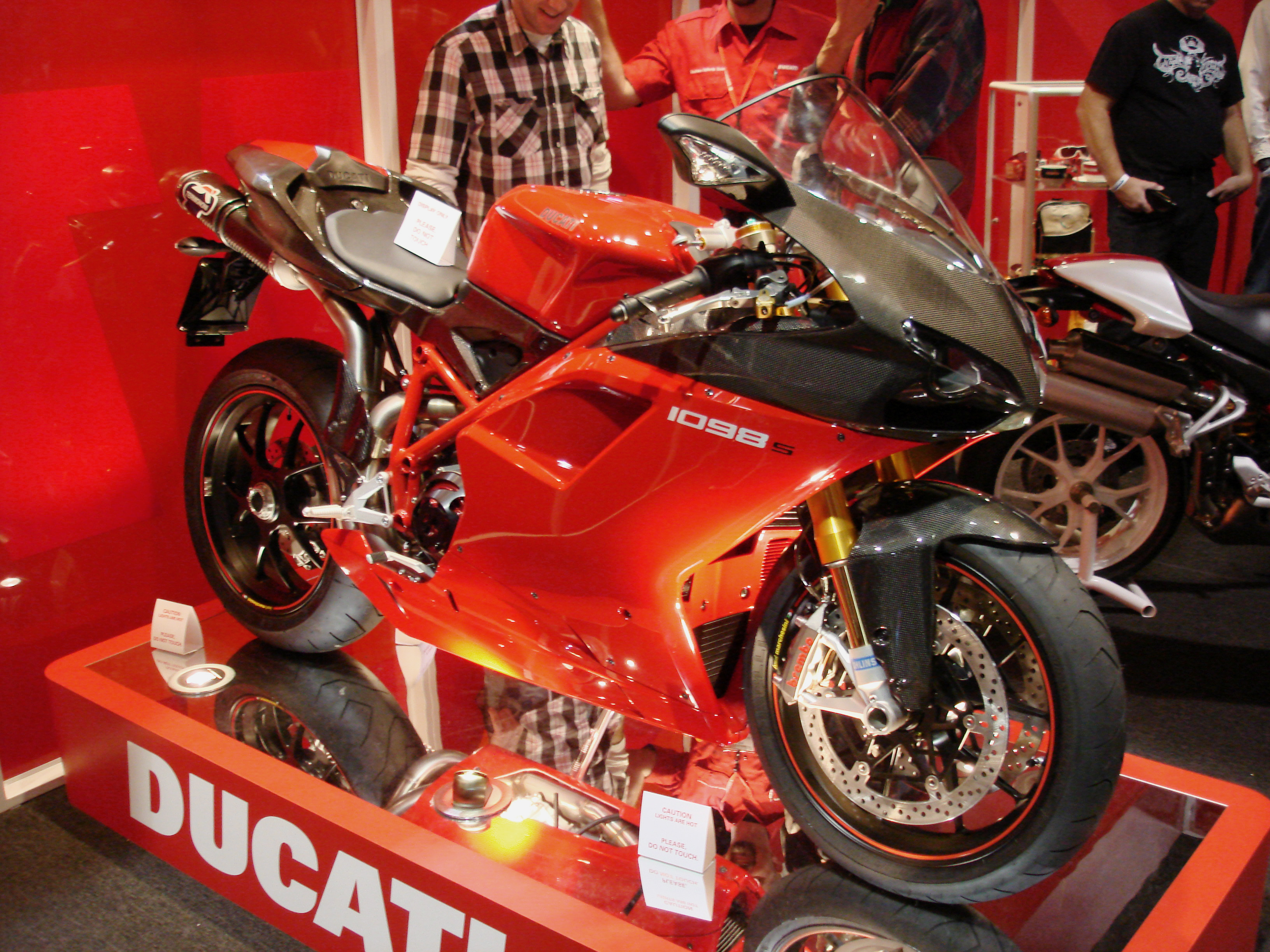
Ducati 1098 S
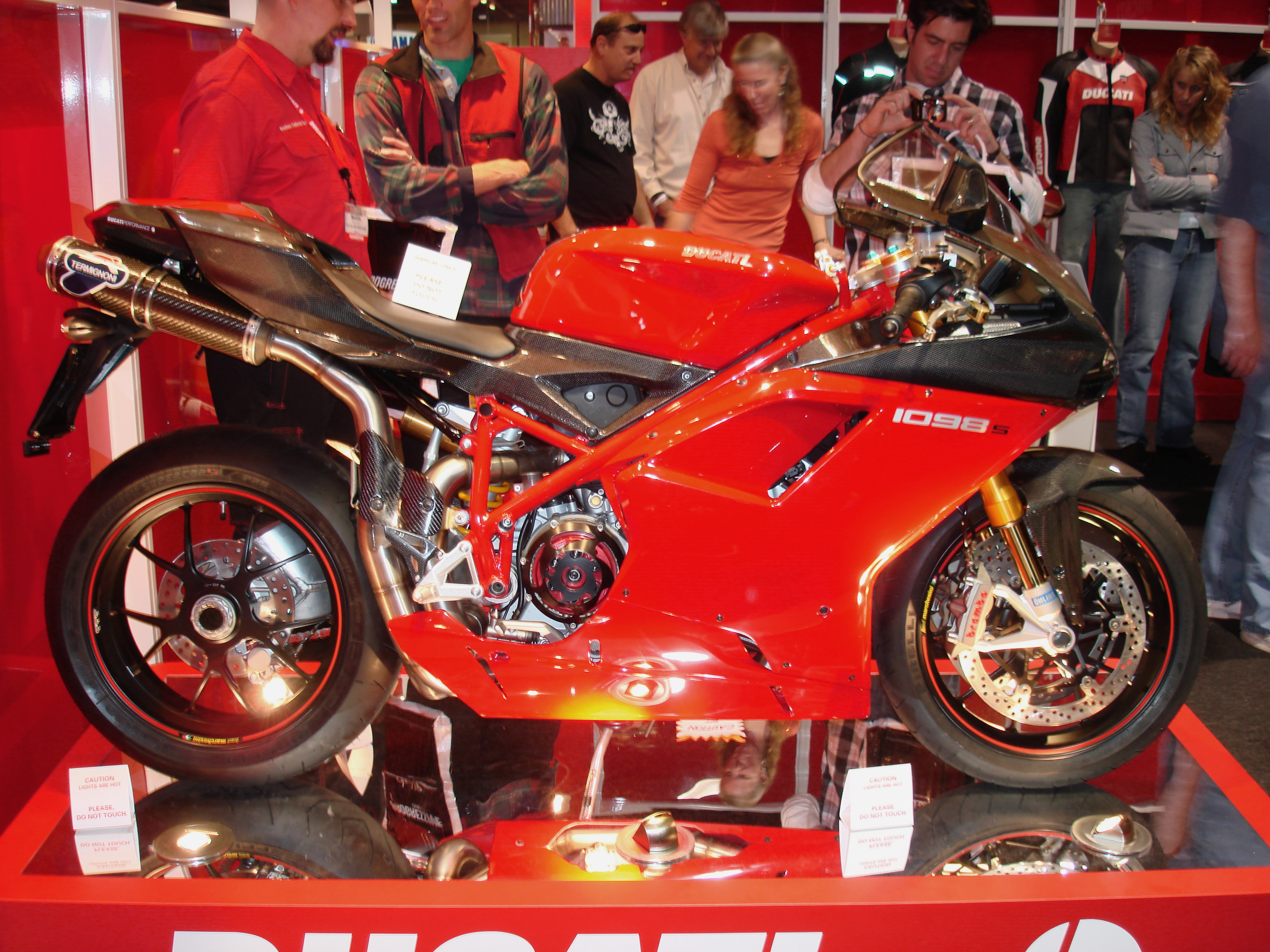
Ducati 1098 S
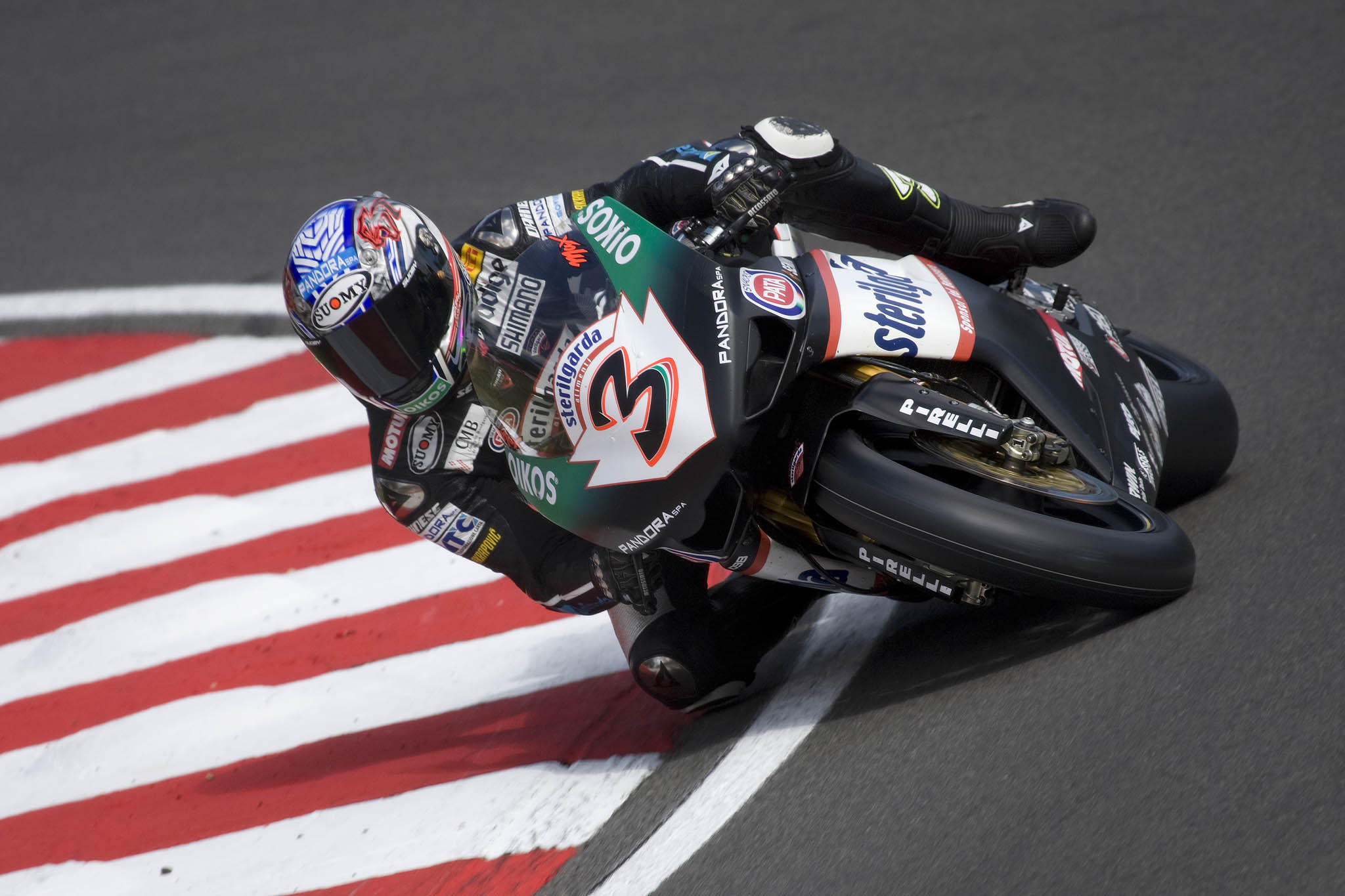
Ducati 1098 F08, pilotiert von Max Biaggi

## Wartungshinweis
| Kraftstoff: Super / SuperPlus | Tankvolumen: 15,5 (inkl. 4 Liter Reserve)     |                     |
| Bohrung: 104,0 mm | Hub: 64,7 mm                                  | Verdichtung: 12,5:1 |
| Bereifung vorne: 120/70 ZR 17 auf 3.50 × 17" | Bereifung hinten: 190/55 ZR 17 auf 6.00 × 17" |                     |
| Fahrwerk: Gitterrohrrahmen aus CrMo-Stahl ALS 450, Aluminium-Einarmschwinge, komplett einstellbare Upside-down-Teleskopgabel mit 43 mm Standrohrdurchmesser und TiN-Beschichtung, Aluminium-Einarmschwinge mit progressiv angesteuertem, komplett einstellbarem Monofederbein |                                               |                     |
| Ähnliche Modelle: KTM 1190 RC8, Buell 1125R, Bimota DB5 |                                               |                     |